# Mieczysław Munz
Mieczysław Munz (né le 31 octobre 1900 à Cracovie - mort le 25 août 1976) est un pianiste américo-polonais.
Il a été l'enseignant d'Emanuel Ax, de David Oei, d'Ann Schein, de Virginia Reinecke et d'Adolovni Acosta.
Il a été marié à Aniela Młynarska (fille du compositeur et chef d'orchestre polonais Emil Młynarski). Elle épousa ensuite Arthur Rubinstein.

## Enregistrements
Americus Records, Inc. a sorti une intégrale des enregistrements de Munz : The Art of Mieczyslaw Munz, AMR20021022. Cet enregistrement inclut le concerto pour piano n° 20 de Mozart et la Rhapsodie sur un thème de Paganini de Sergei Rachmaninoff.

## Sources
- (en) Cet article est partiellement ou en totalité issu de l’article de Wikipédia en anglais intitulé « Mieczysław Munz » (voir la liste des auteurs).